# Adolfo Van Praet
Pour les articles homonymes, voir Van Praet.
Adolfo Van Praet est une localité rurale argentine située dans le département de Realicó et dans la province de La Pampa. Elle est accessible par la route nationale 188.

## Démographie
La localité compte 279 habitants (Indec, 2010), soit une augmentation de 2 % par rapport au précédent recensement de 2001 qui comptait 274 habitants.

## Gare
Elle possède la gare Adolfo Van Praet du chemin de fer Domingo Faustino Sarmiento, par laquelle ne passent que des trains de marchandises.